# Escut de Lles de Cerdanya
L'escut oficial de Lles de Cerdanya té el següent blasonament:
Escut caironat: de sinople, dues claus passades en sautor amb les dents a dalt i mirant cap enfora, la d'or en banda i per damunt de la d'argent en barra, acompanyades al cap d'un gall ardit cantant d'or. Per timbre, una corona de poble.

## Història
Va ser aprovat el 16 de gener de 2013 i publicat al DOGC el 30 de gener del mateix any amb el número 6304.
Les claus i el gall són atributs de sant Pere, patró de la localitat. Les claus són un senyal tradicional dels segells municipals –solien aparèixer juntament amb la representació naturalística del sant–, mentre que el gall només hi havia sortit esporàdicament.